# 55
55 рік — невисокосний рік, що почався у п'ятницю за григоріанським календарем (у середу — за юліанським). У Римі правив імператор Нерон.

## Події
- Нерон і Луцій Антистій Вет — консули Римської імперії.
- Нерон посварився з Агріппіною Молодшою, своєю матір'ю, і вигнав ту з імператорського палацу.

## Народились
- Гай Гельвідій Приск, консул-суфект 87 року.
- Приблизна дата народження грецького філософа Епіктета.

## Померли
- Британнік, син імператора Клавдія (отруєний за наказом Нерона)
- Антонія Тріфена — цариця Полемонового Понту та Колхіди у 21—27 роках.